# Alexandra Wenk
Pour les articles homonymes, voir Wenk.
Alexandra Wenk, née le 7 février 1995 à Munich, est une nageuse allemande, spécialiste du papillon.

## Palmarès

### Championnats du monde
Grand bassin
- Championnats du monde juniors de 2011 à Lima ( Pérou) :
  -  Médaille de bronze sur 100 m papillon
- Championnats du monde 2015 à Kazan ( Russie) :
  -  Médaille de bronze au titre du relais mixte 4 × 100 m quatre nages.

### Championnats d'Europe
Grand bassin
- Championnats d'Europe juniors de 2011 à Belgrade ( Serbie) :
  -  Médaille d'or sur 100 m papillon
- Championnats d'Europe de 2012 à Debrecen ( Hongrie) :
  -  Médaille d'or sur 4 × 100 m 4 nages

Petit bassin
- Championnats d'Europe de 2015 à Netanya ( Israël) :
  -  Médaille de bronze sur 100 m papillon